# Monte Penna (provincia di Grosseto)
Il Monte Penna è una montagna dell'Antiappennino toscano, in Italia. Situata all'estremità sud-orientale della provincia di Grosseto, costituisce l'appendice meridionale della catena montuosa del Monte Amiata.

## La riserva naturale Monte Penna
La riserva naturale Monte Penna istituita dalla regione Toscana nel 1996 è gestita dalla Provincia di Grosseto - Settore Conservazione della Natura U.O.C. Aree Protette e Biodiversità e occupa una superficie di 1050 ha sul versante sudorientale del Monte Amiata, sul monte omonimo nei pressi di Castell'Azzara, sul Poggio della Vecchia e sul Monte Civitella.
All'interno della riserva si trova anche un biotopo di bosco d'acero, detto Fonte Penna, appartenente alla Società Botanica Italiana.
Il Monte Penna è stato anche protetto come sito di interesse comunitario (SIC) e come sito di interesse regionale (SIR).